# Драгомановка (алфавит)
Систе́ма Драгома́нова, «драгома́новка» (укр. драгоманівка) — украинская кириллическая письменность (гражданский шрифт), созданная по модели сербской «вуковицы» в 1870-е годы в Киеве. Разработчики: П. И. Житецкий, М. П. Драгоманов и др. Известна по имени Драгоманова, который популяризовал эту письменность, использовав как в частной переписке, так и в своих публикациях (впервые в 1878 г., «Громада», Женева). Житецкий же называл её «герцеговинкой», намекая на сербский прообраз.
Распространения драгомановка не получила как из-за противодействия российских (на востоке) и австрийских (на западе) властей, так и по внутренним причинам: она весьма резко порывала с традицией и часто приводила к более длинным написаниям, чем системы-конкуренты (прежде всего «желеховка» и её потомки).

## Принципы орфографии
Драгомановка в основном составлена по принципу «одна буква — один звук», что по замыслу должно упрощать её изучение и применение.
Главные отличия между ныне используемой украинской письменностью и драгомановкой:
- вместо буквы «й» пишется кириллическая «ј» (дај);
- вместо «щ» пишется «шч» (шчука);
- отсутствуют буквы «є», «ї», «ю», «я», вместо них в начале слова и после гласных пишутся сочетания «је», «јі», «ју», «ја» (јаблуко), а после согласных — «ье», «ьу», «ьа» (свьатиј);
- окончание «‑ться» на драгомановке пишется как «‑тцьа» (сподівајетцьа).

## Примеры
Пример драгомановки можно увидеть на современной украинской банкноте в 20 гривен, где изображён отрывок из «Веснянок» Ивана Франко.

Земле, моја всеплодьучаја мати!

Сили, шчо в твојiј движесь глубинi,

Крапльу, шчоб в боју смілiјше стојати,

дај i мінi!